# 高木由麻奈
高木由麻奈（1993年8月23日—），是日本女性偶像團體SKE48 Team KII的成員，愛知縣出身，隸屬於AKS事務所。

## 來歷
- 2010年9月29日 - SKE48第4期生選拔合格（參加總數5,888名、最終合格者16名）。
- 2010年12月6日 - 隨著Team E的結成，從研究生升格，成為了SKE48的正式成員。

## 人物
- 公演口號為「YUU、YUU、由麻奈。是你的？（觀眾：由麻奈！）AIAI 你的由麻奈、我是高中2年級17歲的高木由麻奈」。
- 出身於音樂世家，並且興趣為音樂鑑賞[1]。

## 参加组合曲
teamE 1st Stage 「睡衣兜風」公演
- 純情主義

## 出演

### 演唱會
- SKE48 コンサート「汗の量はハンパじゃない」（2010年10月、SHIBUYA-AX、Zepp Nagoya、神戸国際会館こくさいホール）
- Kinect for Xbox 360 Presents 1!2!3!4!ヨロシク!勝負は、これからだ! supported by LAWSON（2010年11月27日、愛知県芸術劇場大ホール）

## 外部連結
- SKE48官方個人資料頁
- 高木由麻奈官方部落格「ゆまなのうさぴょん日記」

## 註解
1. ↑  官方個人資料頁